# Antoni Crispo
Antoni Crispo (ur. 1429/1430, zm. 1494) – wenecki władca Siros w latach 1463-1494.
Był najmłodszym synem Mikołaj Crispo i Eudoksji (Valenzy) Komnen, córki lub siostry cesarza Trapezuntu Jana IV Wielkiego Komnena.